# Wincenty Rawski (starszy)
Wincenty Rawski (ur. 1810 w Czarnokońcach, zm. pomiędzy 21 a 31 lipca 1876 we Lwowie) – polski architekt i budowniczy związany ze Lwowem. Zaprojektował kościół w zespole klasztornym ss. Sacré-Cœur, jeden z pierwszych obiektów neogotyckich we Lwowie. Reprezentował klasycyzm i wczesny historyzm. Ojciec architektów Wincentego Jana Rawskiego oraz Kazimierza Rawskiego.

## Życiorys
Urodził się w Czarnokońcach w przyszłym powiecie kopyczynieckim na Tarnopolszczyźnie. Studiował w Cesarsko-Królewskim Instytucie Politechnicznym w Wiedniu.
Posiadał we Lwowie wspólnie z Marcelim Erazmem Gryglaszewskim (ur. 1840 w Krakowie, zm. 1914 w Kapuścińcach k. Borszczowa) biuro ciesielsko-budowlano-architektoniczne, co pozwalało mu łączyć własne dzieła z realizacjami budowlanymi prac innych architektów. Wykonał w latach 1849-1851 przebudowę lwowskiego ratusza według projektu Johanna Salzmanna, jak również kierował rekonstrukcją dzwonnicy Archikatedralnego Soboru św. Jura, zaprojektowanej przez Józefa Braunseisa.
Przygotował i zrealizował projekty budynków zespołu klasztornego ss. Sacré-Cœur we Lwowie, które obejmowały przebudowę skrzydła (1858), kościół neogotycki (projekt z 1860, zbudowany w 1861) oraz trzecie skrzydło klasztoru (projekt 1865, zbudowane w 1867). W latach 70. XX wieku rozebrano kościół i zabudowania zlikwidowanego wcześniej klasztoru, dziś pozostało tylko jedno zachowane skrzydło. Przebudował w latach 1860-1869 pałac Dzieduszyckich przy ulicy Kurkowej 15 (ob. Łysenki), także budynki Szpitala św. Wincentego à Paulo w roku 1870. Projektował również nagrobki na Cmentarzu Łyczakowskim, gdzie współpracował m.in. z rzeźbiarzami Cyprianem Godebskimi i Pawłem Eutele, wykonał altanę w kształcie greckiej świątyni w ogrodzie Hotelu George, znane są także jego projekty kamienic.
W latach 1871-1873 był członkiem rady miejskiej Lwowa.

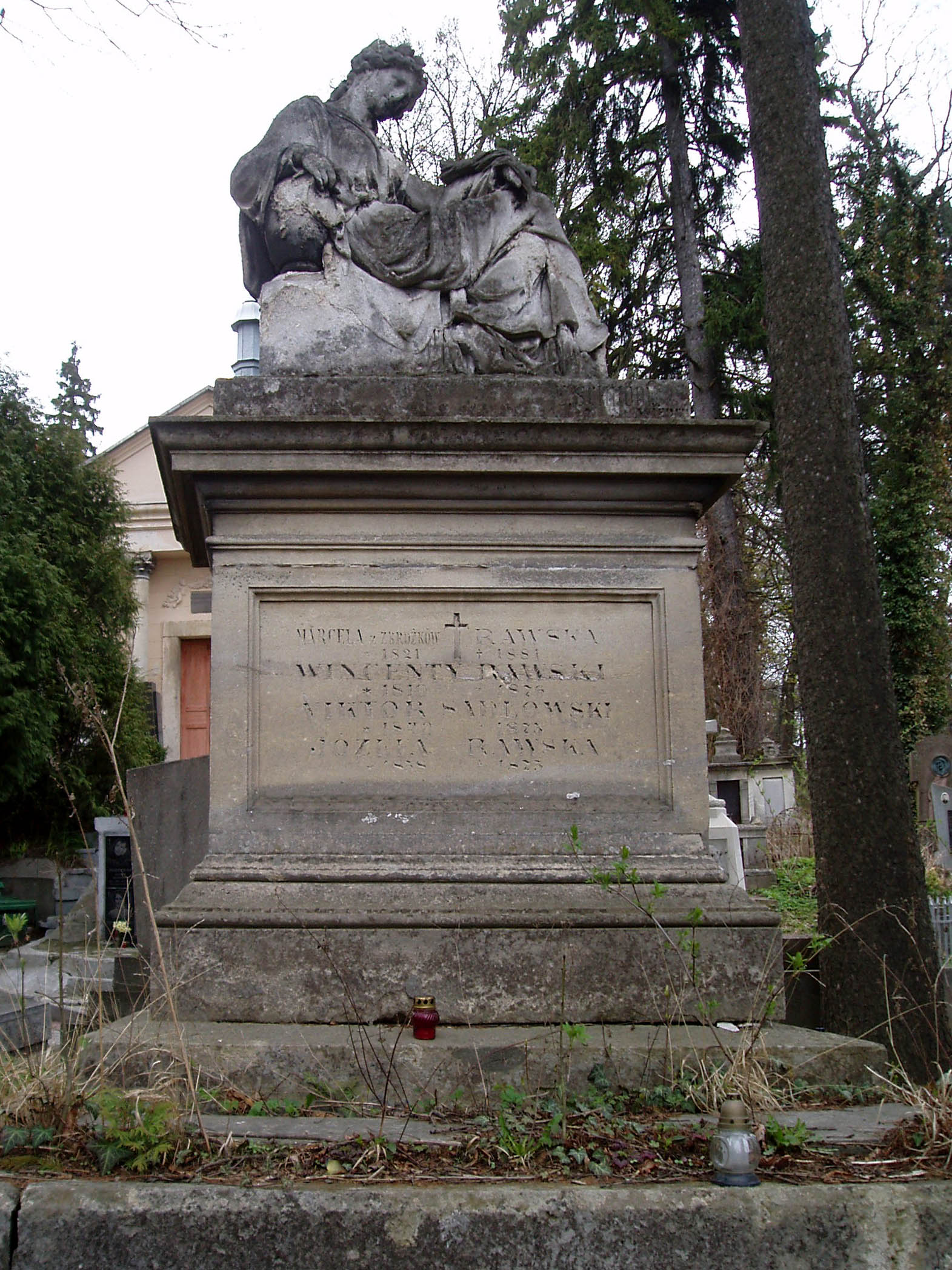
Grobowiec Rawskich na Cmentarzu Łyczakowskim

Z małżeństwa z Marcelą ze Zbrożków miał dwóch synów, Wincentego i Kazimierza, którzy zostali również architektami, a także córkę Marię, która wyszła za mąż za architekta Wiktora Sadłowskiego. Ich synem był lwowski architekt Władysław Sadłowski.
Zmarł w roku 1876. Został pochowany w grobowcu rodzinnym Rawskich na Cmentarzu Łyczakowskim we Lwowie.